# Lambareiði
Lambareiði este un oraș din Insulele Faroe.